# Île Blondeau
Die Île Blondeau ist eine Halbinsel im Norden des Ghoubbet-el-Kharab. Sie trennt die Baie Blondeau von der Baie de l’Étoile (Baia de la Stella). Vor dem gegenüberliegenden Ufer der Baie de l’Étoile liegen mehrere kleinste Felseninseln (⊙).
In die Baie de l’Étoile mündet auch das Wadi Galeyta.